# جوتو

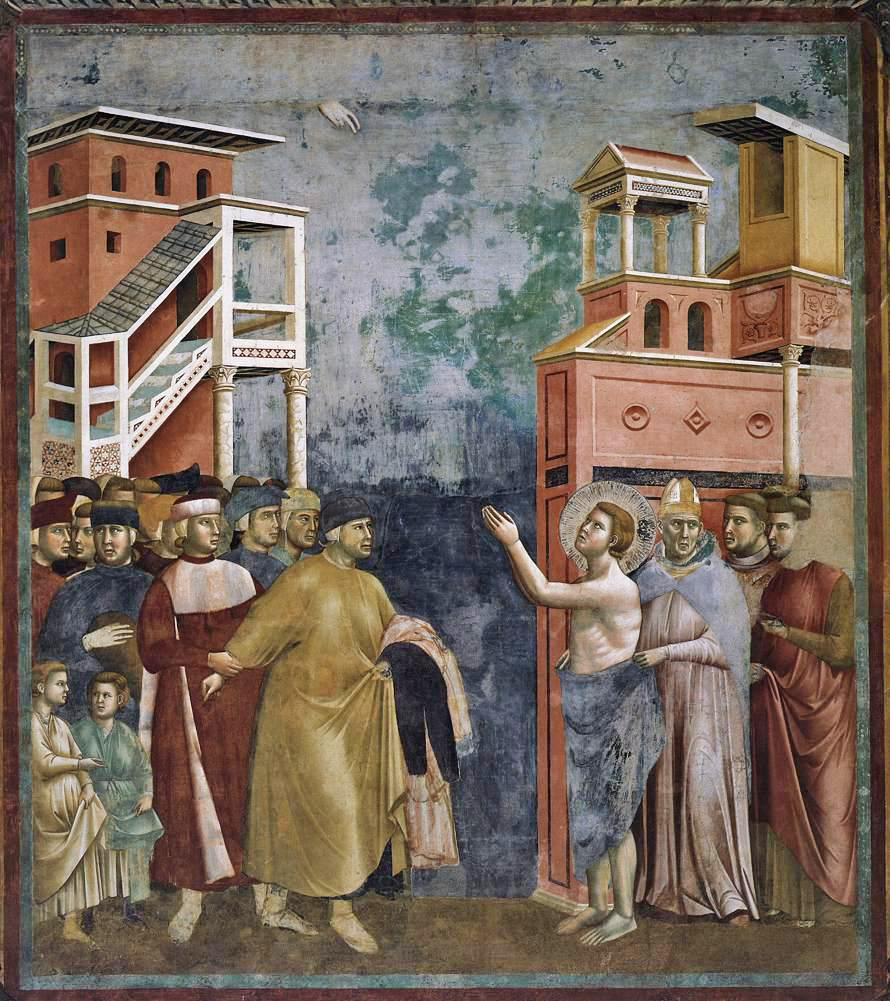
یکی از فرسکوهای افسانه سن فرانسیس در شهر آسیزی، که در مورد مبتکر آن اختلاف است.

جوتّو دی بوندونه (به ایتالیایی: Giotto di Bondone) ‏ (۱۲۶۷ – ۱۳۳۷) نقاش، دیوارنگار و معمار سده چهاردهم ایتالیا است که سبک نقاشی گوتیک و بیزانسی وی نقطه آغازین توسعه هنر غرب به‌شمار می‌رود.
مناره سبک گوتیک کلیسای جامع فلورانس، ساختمانی هفت طبقه از سنگ مرمر است که توسط جوتو طراحی شد و ۱۲ سال بعد از مرگش ساخته شد. بسیاری از مجسمه‌ها و حکاکیهای این ساختمان هم‌اکنون در موزه اپرای دومو نگهداری می‌شود.

## زندگی
جوتو دی بوندونه در شهری نزدیک فلورانس متولد شد. اطلاعات زیادی از دوران کودکی وی در دسترس نیست. احتمالاً قبل شروع حرفه‌ای که او را به رم، پادوا، آرتزو، ریمنی، آسیزی و ناپل برد، مدتی در فلورانس کارآموزی کرده‌است.
طبق کتاب انجیل عهد جدید، عیسی روی تکه ابری به بهشت عروج می‌کند که از دید ۱۲ تن، حواریونش مخفی بوده‌است. دو مرد سفید پوش به حواریون خبر می‌دهند که روزی مسیح به زمین باز خواهد گشت. این نقاشی دیواری در کلیسای Scrovegni شهر پادوا قرار دارد.
تمام آثار جوتو رنگ و روی مذهبی دارند که ابتدا محرابها و سپس سقف کلیساها را مزین کرده‌است. بیشتر این آثار امروزه یا بکلی از بین رفته، یا تقریباً از نو کشیده شده‌است. آثار دیگر باقی‌مانده را نیز نمی‌توان با اطمینان به خود وی نسبت داد، آن‌ها بیشتر شبیه آثار شاگردان و پیروان وی هستند.
در نقاشی‌های قرون وسطایی، صورت انسان به شکلی مستقیم، یکنواخت و دوبعدی کشیده می‌شد. جوتو با ترسیم صورت انسانها به شکلی مدور، متناسب و طبیعی، این قالب را در هم شکست و سبک هنری او روی بسیاری از آثار هنری رنسانس یک قرن بعد از مرگش هم تأثیر گذاشت.
نقاشی دیواری پرواز به مصر در کلیسای شهر پادوا که در سال ۱۳۰۵ یا ۱۳۰۶ کشیده شده‌است.
آثار جوتو جلوتر از زمان خود بود. بسیاری از نقاشی‌های شاگردان و پیروانش خالی از معانی خاص کارهای وی هستند و در آن‌ها بیشتر روی عناصر زینتی تأکید شده‌است.
یک از قدیمیترین و شناخته شده‌ترین کار وی نقاشی دیواری بزرگ حضرت مریم و مسیح در کلیسای Scrovegni شهر پادواست که احتمالاً بین سال‌های ۱۳۰۵ یا ۱۳۰۶ به اتمام رسیده‌است.
در سن ۷۰ سالگی، جوتو دی بوندونه، در شهر فلورانس در گذشت.
در این نقاشی دیواری که در کلیسای سانتا کروچه فلورانس قرار دارد، فرانسیس آسیزی حکم فرانسیس مقدس را از پاپ دریافت می‌کند.
تمام قدیسان یکی دیگر از آثار بوندونه است که برای مدت‌ها در مورد تعلق داشتنش به بوندونه شک وجود داشت اما با ترمیم آن که هفت سال طول کشید مشخص شد که از کارهای او است.

## نگارخانه

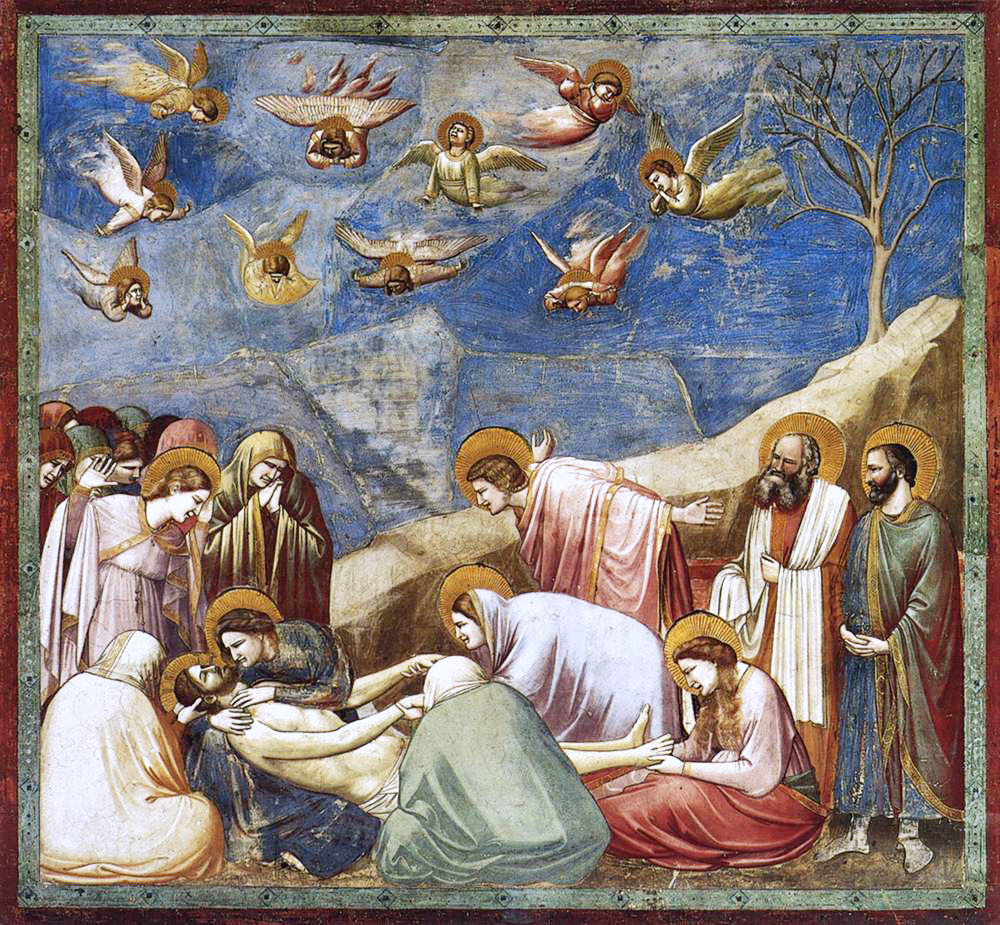
مرثیه‌خوانی برای عیسی
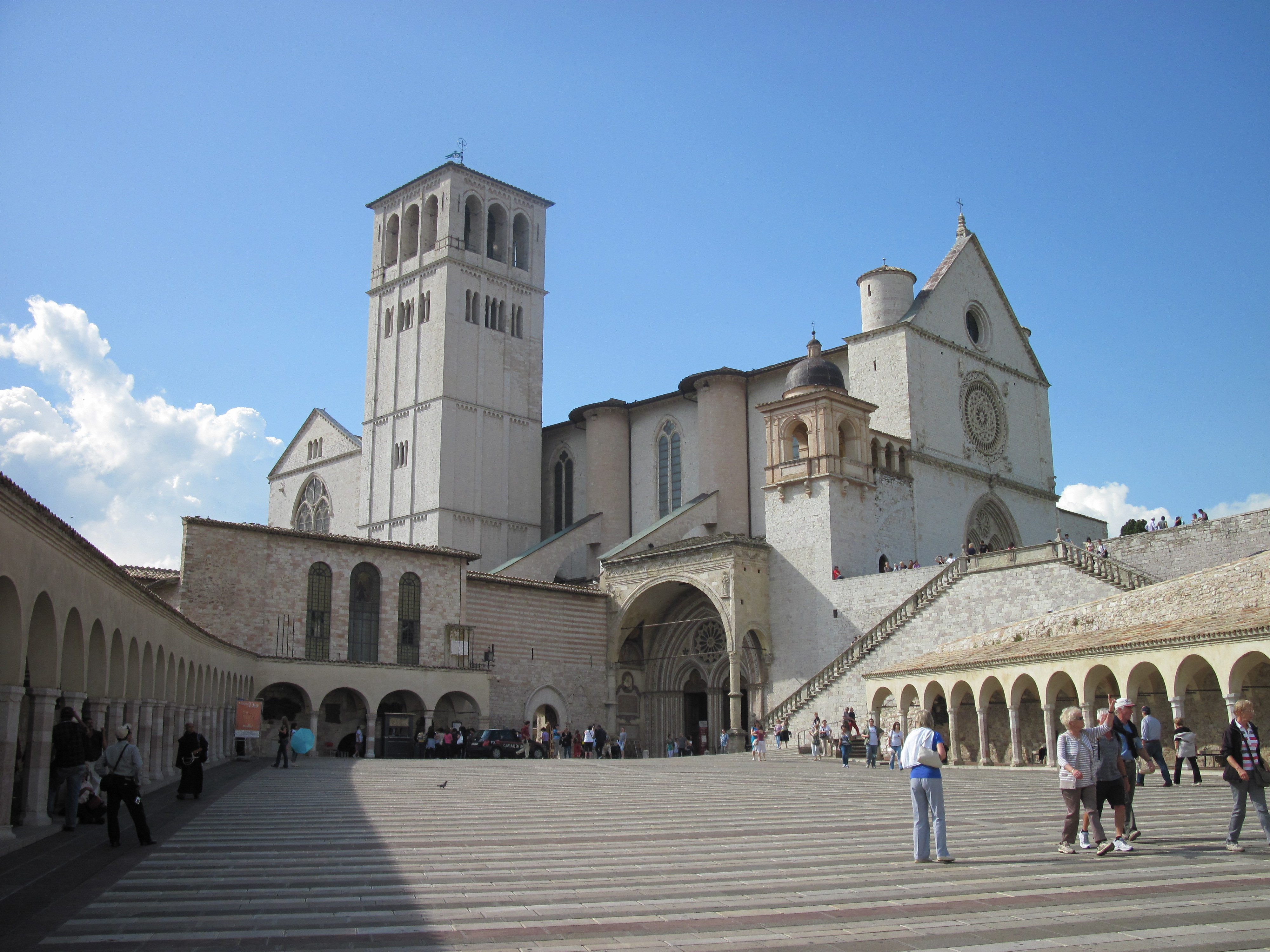
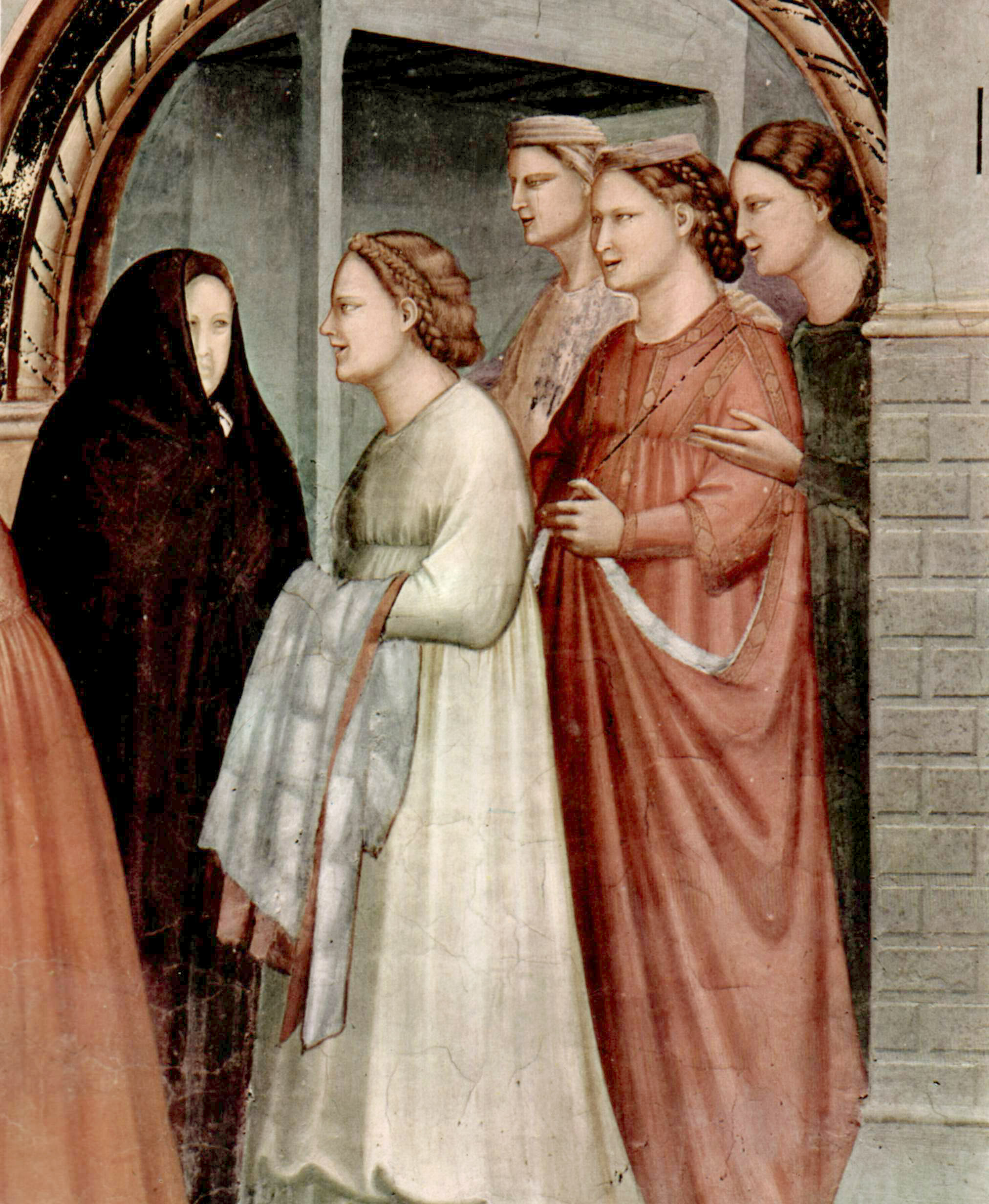
Attendant figures from The Meeting at the Golden Gate, Arena Chapel (ح. ۱۳۰۵)
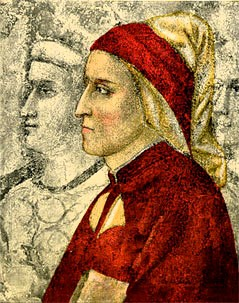
دانته آلیگیری، Chapel of the Bargello, فلورانس (سده ۱۴ام میلادی)
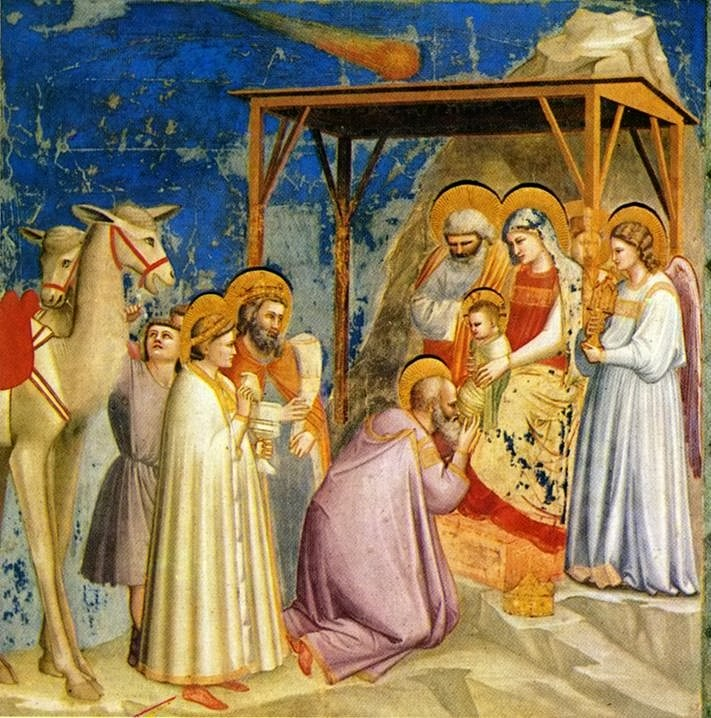
نیایش مغان, Arena Chapel (ح. ۱۳۰۵)
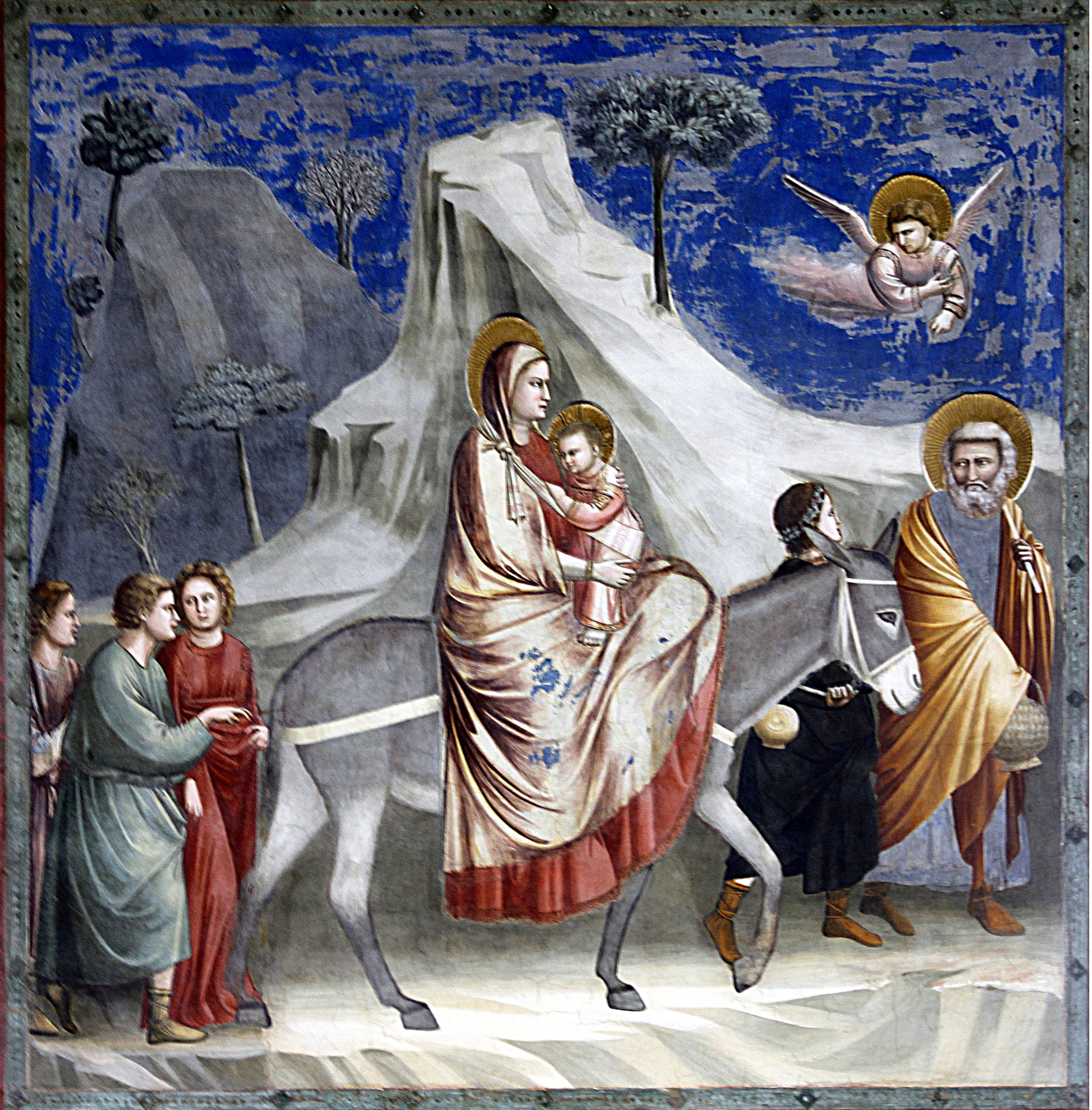
فرار به مصر, Arena Chapel (ح. ۱۳۰۵)
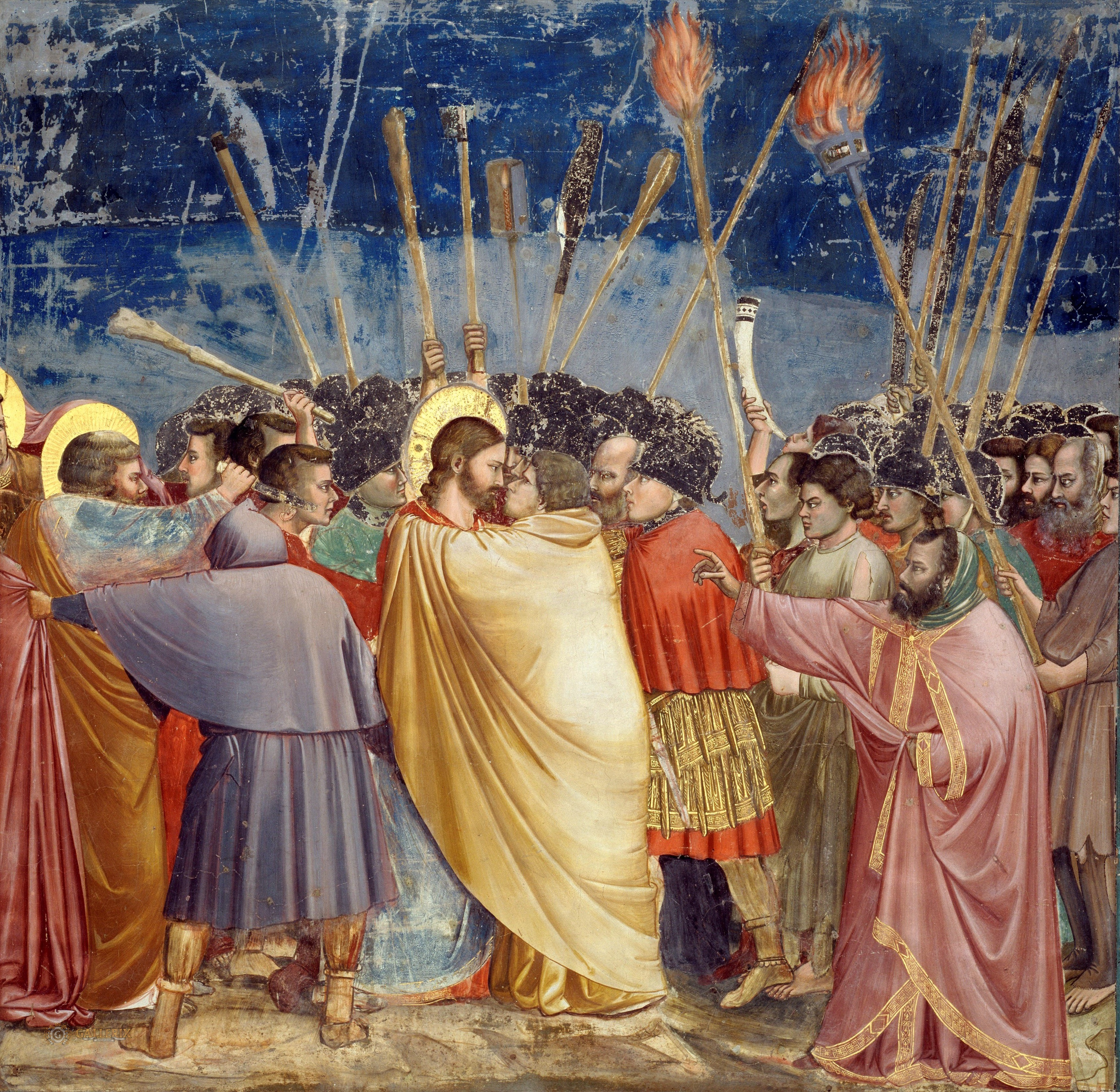
The Kiss of یهودا اسخریوطی, Arena Chapel (ح. ۱۳۰۵)
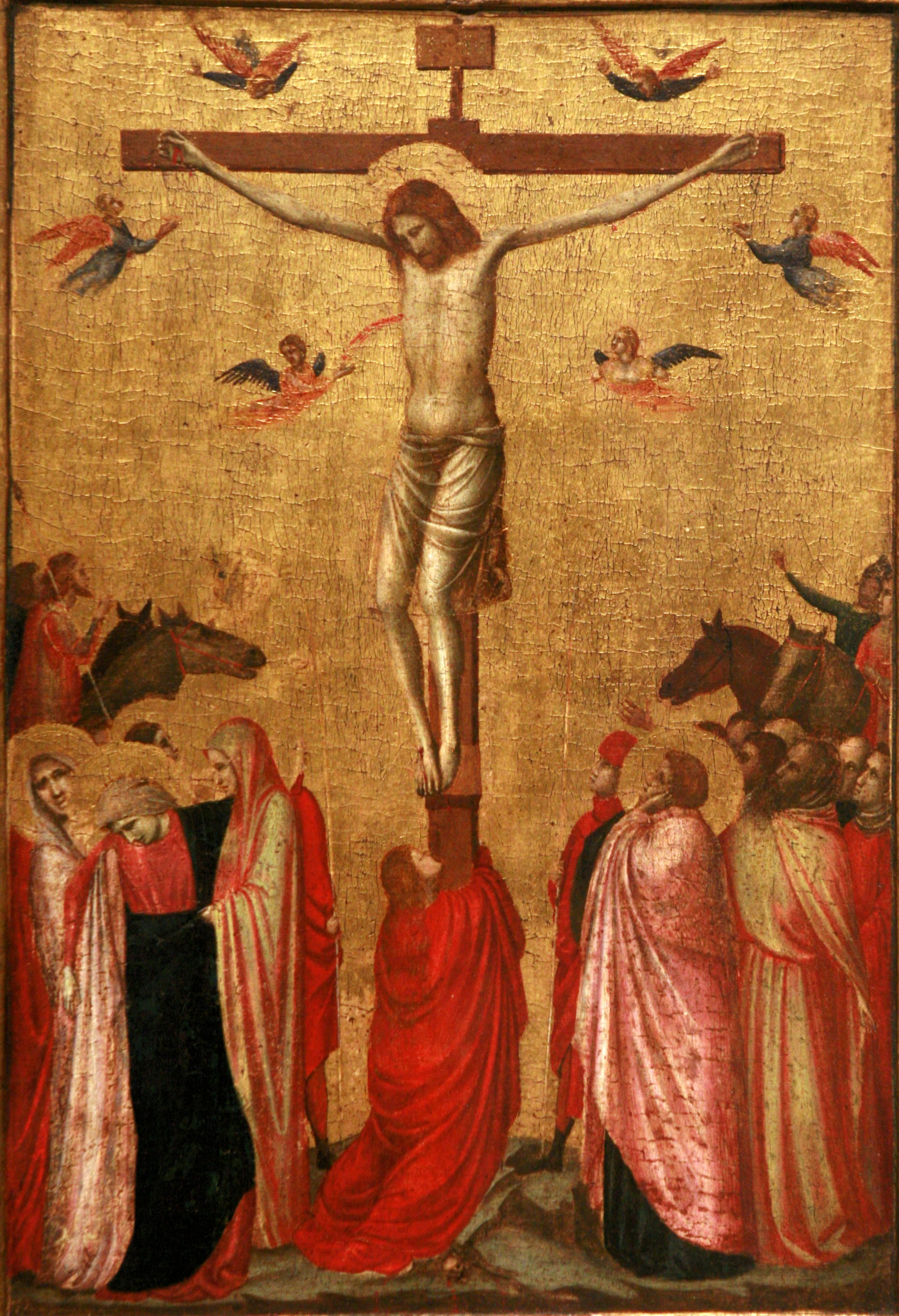
The Crucifixion, Musée des Beaux-Arts de Strasbourg, ح. ۱۳۲۰-۱۳۲۵
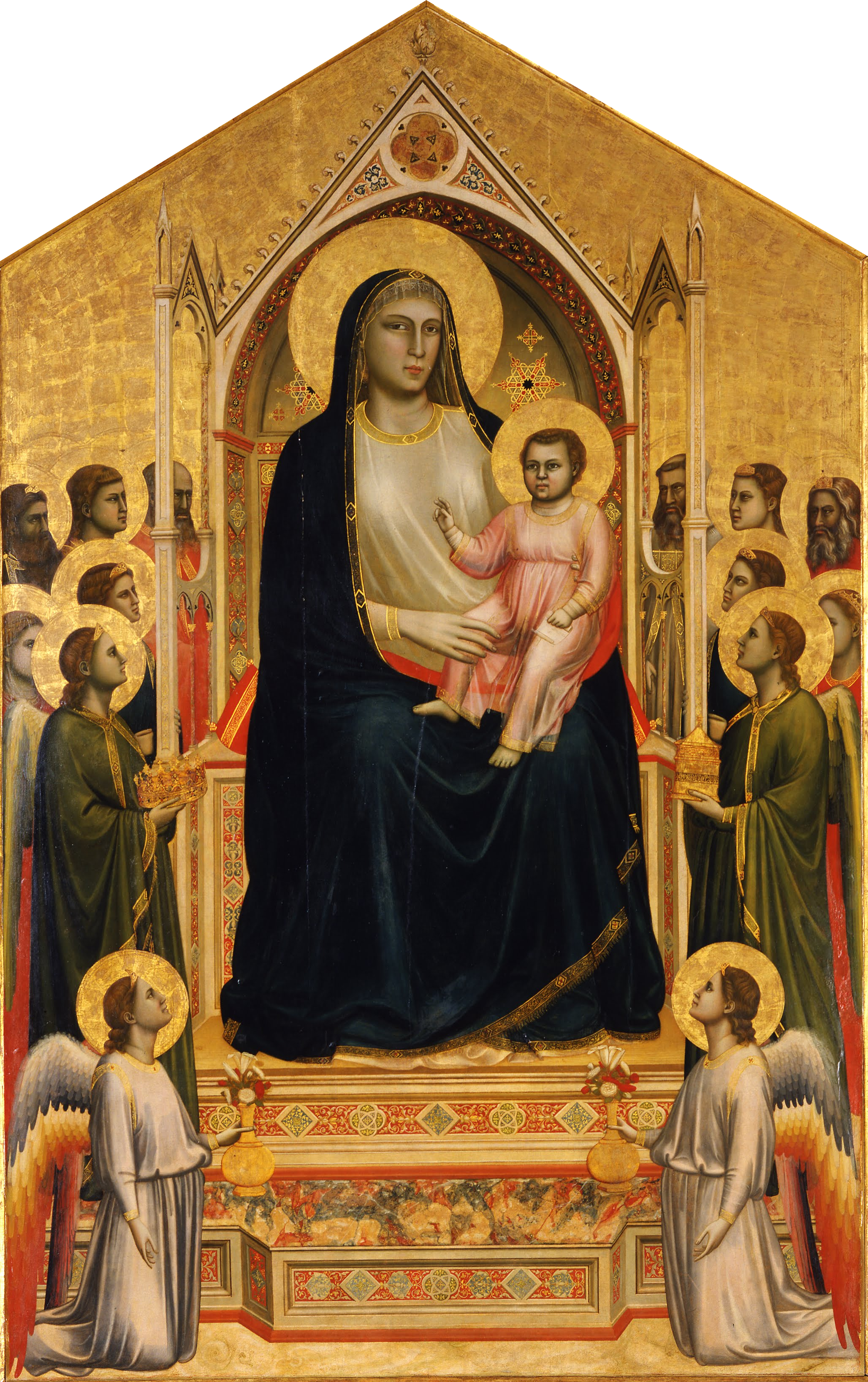
Ognissanti Madonna, اوفیتزی (ح. ۱۳۱۰)
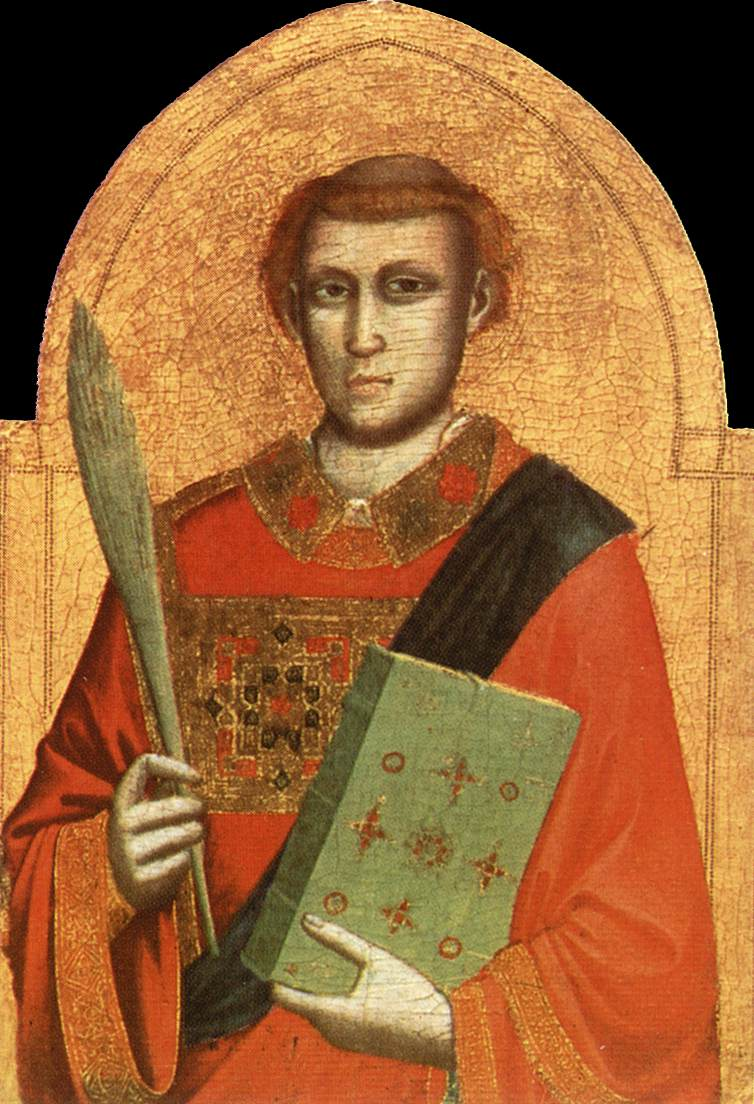
Saint Lawrence, Musée Jacquemart-André, Châalis (ح. ۱۳۲۰–۱۳۳۰)